# Д’Алессандро, Дженнаро
Дженнаро Д’Алессандро (или Д’Алессандри, Д’Аллессандриа, Александр, Аллександро) (Неаполь, 1717? — Неаполь, после 28 июля 1778) — итальянский композитор и клавесинист.

## Биография
Ученик Леонардо Лео в Неаполе, он стал хормейстером в больнице Пио-Оспедале-делла-Пьета в Венеции с 21 августа 1739 года по 13 мая 1740 года, затем мастером клавесина Жермена-Анны Лоппен де Монмор в Дижонe (с 1 октября 1740 по 1749 год) и Mадам де ла Пуплиньер в Париже (1743). Вернувшись в Неаполь, он также был учителем пения Мадлен-Зоэ-Анн-Маргариты Сейманди (1778) и участвовал в некоторых музыкальных академиях на вилле Анжелика сэра Уильяма Гамильтона вместе с Эмануэле Барбеллой (1768). Он познакомился с такими выдающимися личностями, как Антонио Вивальди, Карло Гольдони, Жан-Жозеф де Мондонвиль, Шарль де Бросс и Джакомо Франческо Милано Франко д’Арагона.

## Композиции[2]

### Литургическая музыка
- 1 мисса короткая
- 1 Мизерере

### Инструментальная музыка
- 2 симфонии/увертюры (около 1739-1742)

### Oперы
- «Ottone» на либретто Антонио Сальви в обработке Карло Гольдони (Венеция, Театр Сан Джованни Гризостомо, 1739–1740); частично адаптировано Паоло Скалабрини в роли Аdelaide труппой Пьетро Минготти (Прага, Лейпциг и Гамбург, 1744)[1]

### Арии
- Doux zéphir qui caresse (Дижон или Париж, около 1740–1749)
- Non sperar tiranno (Дижон, около 1741)

### Серенады
- Il coro delle muse на текст Карло Гольдони и музыкальные интерлюдии Антонио Вивальди (Венеция, Пио-Оспедале-делла-Пьета, 1740)

### Кантаты
- La ninfa saggia по мотивам текста Карло Гольдони (Венеция, Пио-Оспедале-делла-Пьета, 1739)
- Gli amanti felici на текст Карло Гольдони (Венеция, Пио-Оспедале-делла-Пьета, 1739)
- Le quattro stagioni на текст Карло Гольдони (Венеция, Пио-Оспедале-делла-Пьета, 1739)

## Дискография
- Дженнаро Д’Алессандро, Arie dall'opera Adelaide. Hamburg 1744, Франческо Дивито (мужское сопрано), Барочный ансамбль «Бенедетто Марчелло», Этторе Мария Дель Романо (дирижер), Tactus, TC 710401, 2024.